# József Turay
József Turay (ur. 1 marca 1905 w Egerze, zm. 24 czerwca 1963 w Budapeszcie) – węgierski piłkarz, napastnik. Srebrny medalista III Mistrzostw Świata w Piłce Nożnej 1938. Długoletni zawodnik Ferencvárosi TC.
Karierę zaczynał w Röppentyű utcai SC. W 1926 został zawodnikiem Ferencvárosu i z tym zespołem trzykrotnie zdobywał tytuł mistrza Węgier (1927, 1928, 1932). W 1928 triumfował w Pucharze Mitropa. W 1933 odszedł do Hungárii i w jej barwach wywalczył kolejne dwa mistrzostwa kraju (1936, 1937).
W reprezentacji Węgier zagrał 48 razy i strzelił 11 bramek. Debiutował w 1928, ostatni raz zagrał w 1939 w meczu z Polską. Podczas MŚ 1938 wystąpił w trzech meczach.